# Casa del Fascio

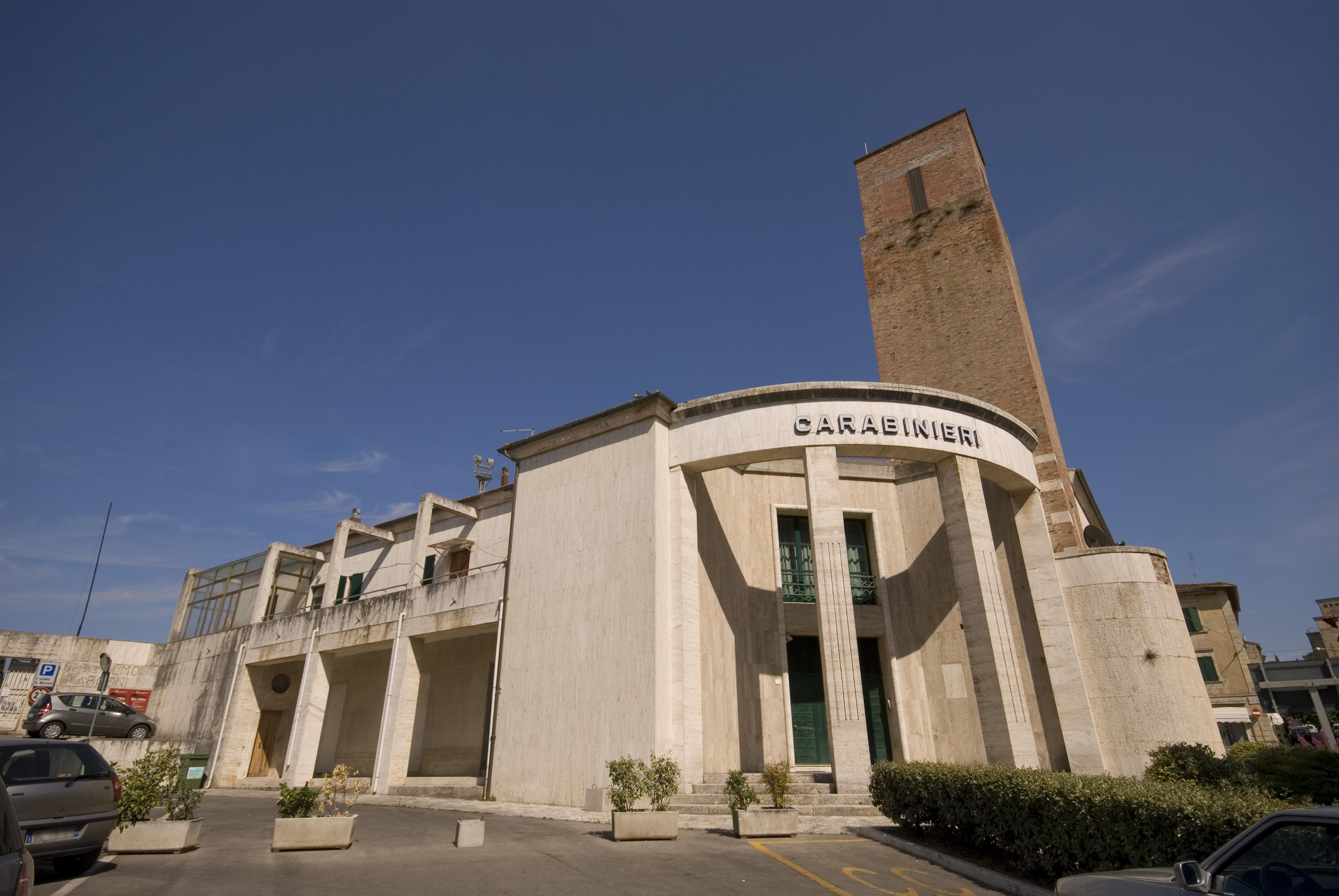
L'antiga Casa del Fascio d'Asciano

La casa del Fascio, casa Littoria o casa del Littorio va ser un edifici que allotjava primer la branca local del Partit Nacional Feixista (1921-1943) i, després, del Partit Feixista Republicà (1943-1945) sota el règim feixista a Itàlia, les colònies i Malta. En els principals nuclis urbans, s'anomenava palau del Littorio o palau Littorio. Littorio significa lictor, el portador del feix romà, símbol del poder a l'antiga Roma adoptat pel partit feixista.

## Història
Hi va arribar a haver un total d'11.000 cases del Fascio i uns 5.000 edificis es van construir expressament com a tals. Molts d'ells van ser dissenyades per arquitectes racionalistes com Adalberto Libera, Saverio Muratori, Ludovico Quaroni, Giuseppe Samonà i Giuseppe Terragni, però també hi havia arquitectes historicistes i moderns.

La casa del Fascio esdevingué un dels elements centrals de les noves ciutats i pobles fundats sota el règim feixista, juntament amb l'església i l'ajuntament. A les ciutats més petites, els edificis existents es compraven o es llogaven, de vegades sense modificar, de vegades especialment adaptats.

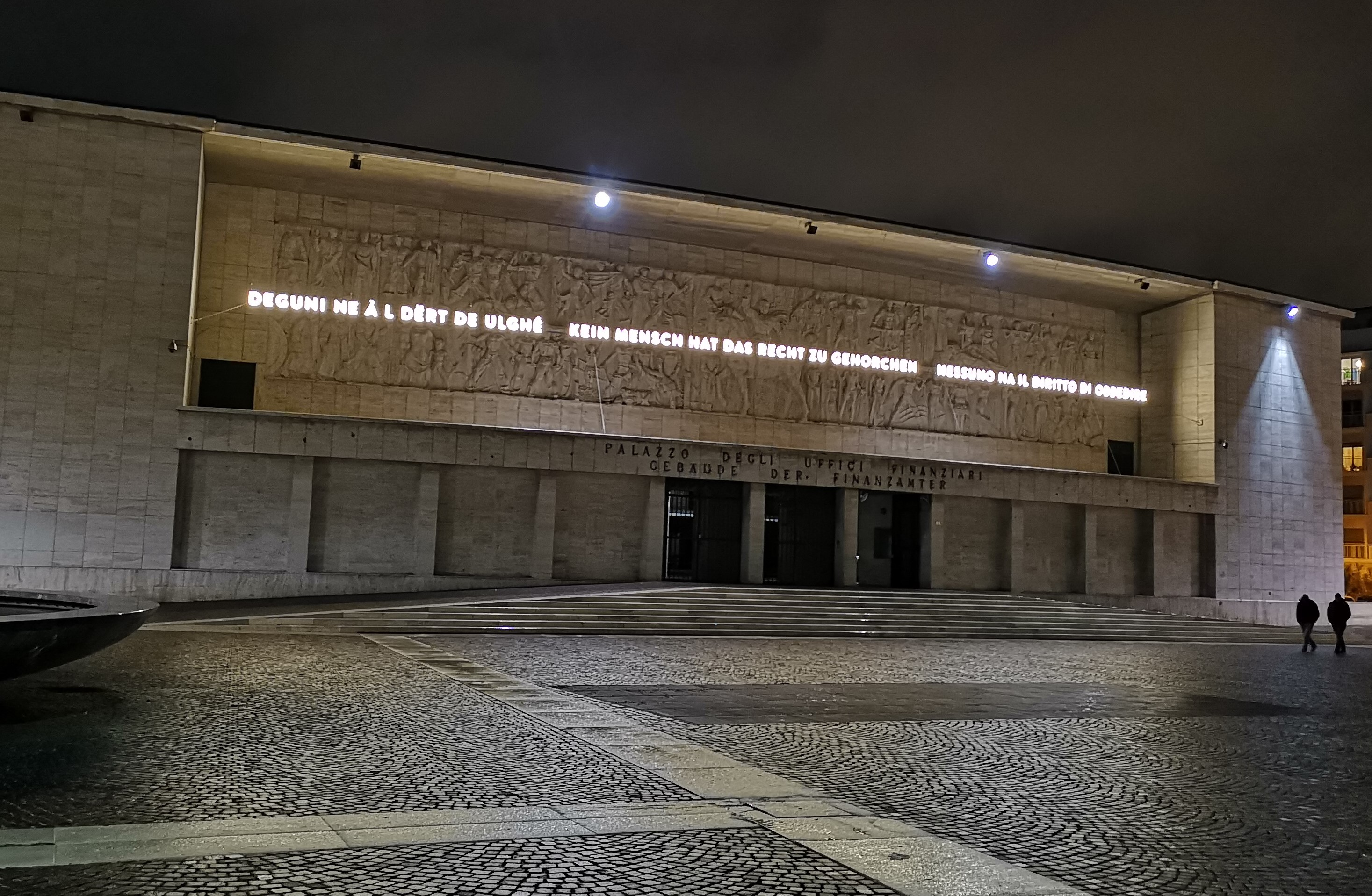
L'antiga Casa del Fascio de Bolzano, juxtaposada a una cita de Hannah Arendt

Després de la Segona Guerra Mundial, les cases del Fascio van ser lliurades a l'Estat italià en virtut de les disposicions de la Llei 159 del 27 de juliol de 1944, Sanzioni contro il fascismo. Encara avui sovint conserven signes o emblemes del règim feixista. En l'actualitat, només s'ha recontextualitzat l'antiga Casa Littoria de Bolzano, mostrant a partir del 2017 una cita de Hannah Arendt col·locada sobre un baix relleu monumental prenent com a centre el mateix Benito Mussolini i que el qüestiona públicament.